# Coppa del mondo CONIFA
La Coppa del mondo CONIFA (inglese: CONIFA World Football Cup) è una competizione calcistica internazionale organizzata dalla CONIFA, associazione che rappresenta alcune selezioni calcistiche non affiliate alla FIFA. Nel 2014, l'anno seguente alla sua nascita, è stata disputata la prima Coppa del mondo degli stati non affiliati.

## Edizioni
| Anno          | Ospitante          |                                                              | Finale                                                       | Finale                                                       | Finale                                                       |                                                              | Finale terzo e quarto posto                                  | Finale terzo e quarto posto                                  | Finale terzo e quarto posto |
| Anno          | Ospitante          | Vincitore                                                    | Risultato                                                    | 2º posto                                                     | 3º posto                                                     | Risultato                                                    | 4º posto                                                     |                                                              |                             |
| 2014 Dettagli | Lapponia           | Contea di Nizza                                              | 0 – 0 (5 – 3 dcr)                                            | Ellan Vannin                                                 | Aramea                                                       | 4 – 1                                                        | Ossezia del Sud                                              |                                                              |                             |
| 2016 Dettagli | Abcasia            | Abcasia                                                      | 1 – 1 (6 – 5 dcr)                                            | Punjab                                                       | Cipro del Nord                                               | 2 – 0                                                        | Padania                                                      |                                                              |                             |
| 2018 Dettagli | Inghilterra        | Transcarpazia                                                | 0 – 0 (3 – 2 dcr)                                            | Cipro del Nord                                               | Padania                                                      | 0 – 0 (5 – 4 dcr)                                            | Terra dei siculi                                             |                                                              |                             |
| 2020 Dettagli | Macedonia del Nord | Torneo annullato a causa della pandemia di COVID-19          | Torneo annullato a causa della pandemia di COVID-19          | Torneo annullato a causa della pandemia di COVID-19          | Torneo annullato a causa della pandemia di COVID-19          | Torneo annullato a causa della pandemia di COVID-19          | Torneo annullato a causa della pandemia di COVID-19          | Torneo annullato a causa della pandemia di COVID-19          |                             |
| 2024 Dettagli | Kurdistan          | Torneo annullato a causa dell'instabilità politica dell'area | Torneo annullato a causa dell'instabilità politica dell'area | Torneo annullato a causa dell'instabilità politica dell'area | Torneo annullato a causa dell'instabilità politica dell'area | Torneo annullato a causa dell'instabilità politica dell'area | Torneo annullato a causa dell'instabilità politica dell'area | Torneo annullato a causa dell'instabilità politica dell'area |                             |
| 2026 Dettagli | da stabilire       |                                                              | -                                                            |                                                              |                                                              |                                                              | -                                                            |                                                              |                             |